# Umjetničko klizanje na ZOI 2014.
Natjecanja u umjetničkom klizanju na Zimskim olimpijskim igrama 2014. u Sočiju održavat će se od 6. do 22. veljače u dvorani Ajsberg.

## Medalje
|                         | zlato | srebro                          | bronca                            |
| Muškarci                | Yuzuru Hanyu | Patrick Chan                    | Denis Ten                         |
| Žene                    | Adelina Sotnikova | Kim Yuna                        | Carolina Kostner                  |
| Parovi slobodni program | Tat'jana Volosožar / Maksim Tran'kov | Ksenija Stolbova / Fëdor Klimov | Aliona Savchenko / Robin Szolkowy |
| Plesni parovi           | Meryl Davis / Charlie White | Tessa Virtue / Scott Moir       | Elena Il'inych / Nikita Kacalapov |
| Momčadsko natjecanje    | Rusija Jevgenij Pljuščenko Julija Lipnickaja Ksenija Stolbova / Fjodor Klimov Jelena Iljinih / Nikita Kacalapov Tatjana Volosožar / Maksim Trankov Jekaterina Bobrova / Dmitrij Solovjov | Kanada                          | SAD                               |

## Vanjske poveznice
- Rezultati natjecanja  Arhivirana inačica izvorne stranice od 2. srpnja 2014. (Wayback Machine)